# That Mitchell and Webb Look
That Mitchell and Webb Look is een komische, BAFTA winnende televisieserie op de Britse zender BBC, bestaande uit een serie korte, absurde sketches. De serie wordt geschreven en gespeeld door David Mitchell en Robert Webb. In Vlaanderen is de reeks op Canvas te zien geweest, sinds kort zendt Nederland 3 de reeks laat in de donderdagavond uit.
De reeks is in dezelfde stijl als hun vorige comedy's The Mitchell and Webb Situation (uit 2001) en hun radioprogramma That Mitchell and Webb Sound (BBC Radio 4, 2003-2007). Er zijn veel gelijkenissen met een andere bekende Britse sketchshow, Little Britain. Beide zijn begonnen als radioprogramma, doorgegroeid naar een televisieprogramma en beide hebben ook een theatertournee van hun programma gemaakt.

## Terugkerende Sketches
- Numberwang!: een spelprogramma dat gespeeld wordt door 2 kandidaten (steeds weer dezelfde acteurs), waarin zij gewoon nummers beginnen op te sommen tot de quizmaster zegt "That's Numberwang!". Die rol van spelbegeleider is voor Robert Webb. Op een bepaalde moment draait het platform met kandidaten, en aan de achterkant staat altijd een bizar object of wat acteurs. Deze sketch komt in de meeste afleveringen voor en kent vele variaties.
- Ted en Peter: een parodie op snookercommentatoren. Ze zijn twee ex-spelers die eigenlijk veel liever drinken en de spelers beoordelen op hun looks en stijl, aangevuld met homo-erotische poëzie. Bijna elke sketch begint met "Oh, and that's a bad miss" (= Ow, en dat was goed mis), waarna de heren in gang schieten met hun commentaar.
- The Party Planners: Mitchell en Webb zijn twee partyplanners, die bij het voorbereiden van hun gastenlijst moeten vaststellen dat iemand een beroemde persoon zal meebrengen, wat zij helemaal niet zien zitten. Zo zien ze het niet zitten dat Miss Moneypenny haar agressieve vriend James zou meebrengen, want die zou hun andere gasten lastigvallen.
- The Surprising Adventures of Sir Digby Chicken-Caesar: Sir Digby (Webb) en zijn assistent Ginger (Mitchell) geloven dat ze twee detectives zijn, maar in feite zijn ze twee dronken landlopers, die hun misdaden dan ook nog eens zelf begaan. Ze geloven dat ze worden tegengewerkt door iemand, en die persoon is meestal de eerste de beste die ze tegenkomen.
- Barry Crisp: Barry (Mitchell) is een louche handelaar in allerlei gevaarlijke attracties. Zo kan je voor twee pond van een klif springen en kan je zwemmen met een witte haai (weliswaar samen met de haai ín de kooi). Zijn klant (Webb) is altijd zo gek om ervoor te betalen.
- The British Broadcasting Network: een onderdeel in zwart-wit, waarin de presentatoren op televisie steeds weer verwonderd staan over die ongelooflijke uitvinding, de televisie en al zijn aspecten.
- The Helivets: twee superhelden in roze pakjes, die beweren dat ze elk dier in nood kunnen helpen of redden. Ze gebruiken een helikoptertje.
- Get me Hennimore!: een onderdeel van de show waarin Mitchell de baas speelt van Webb (Hennimore), een klunzige assistent. In elke aflevering vraagt Mitchell of Hennimore iets wil plannen, met een extra taak als gevolgd. Hennimore haalt deze taken door elkaar en zo eindigt elke aflevering met Mitchell die "Hennimore!" schreeuwt.

## Nominaties
In 2006 kreeg de reeks twee BAFTA nominaties, eentje voor "Britain's Best New TV Comedy" en eentje voor "Highland Spring People's Choice", maar kon er geen enkele van verzilveren. In 2007 won de reeks wel een BAFTA, die voor "Best comedy programme or series".

## Dvd
Reeks 1 is op dvd verkrijgbaar sinds 29 oktober 2007.